# 기원전 41년

## 연호
- 전한(前漢) 영광(永光) 3년

## 기년
- 전한(前漢) 원제(元帝) 8년
- 신라(新羅) 혁거세 거서간(赫居世居西干) 17년

## 사건
- 안토니우스와 옥타비아누스 내전에 들어가다.
- 신라의 혁거세 거서간이 6부를 두루 돌면서 위무하였는데, 왕비 알영이 따라 갔다. 농사와 누에치기에 힘쓰도록 권장하여 토지의 이로움을 다 얻도록 하였다.[1]

## 참고 문헌
- 김부식 (1145). 〈권제1 혁거세 거서간 條〉. 《삼국사기》.